# Liste der Kulturgüter in La Sarraz
Die Liste der Kulturgüter in La Sarraz enthält alle Objekte in der Gemeinde La Sarraz im Kanton Waadt, die gemäss der Haager Konvention zum Schutz von Kulturgut bei bewaffneten Konflikten, dem Bundesgesetz vom 20. Juni 2014 über den Schutz der Kulturgüter bei bewaffneten Konflikten sowie der Verordnung vom 29. Oktober 2014 über den Schutz der Kulturgüter bei bewaffneten Konflikten unter Schutz stehen.
Objekte der Kategorien A und B sind vollständig in der Liste enthalten, Objekte der Kategorie C fehlen zurzeit (Stand: 1. Januar 2023).

## Kulturgüter
| Foto |                                                                                         | Objekt | Kat. | Typ | Standort                            | Beschreibung                                                                                 |
| ---- | --------------------------------------------------------------------------------------- | --- | ---- | --- | ----------------------------------- | -------------------------------------------------------------------------------------------- |
| ja   | Datei hochladen · Wikidata zu Kapelle von St-Antoine, bekannt als Jacquemart (Q2956754) | Kapelle Saint-Antoine, genannt du Jacquemart / Chapelle Saint-Antoine, dite du Jacquemart KGS-Nr.: 06466                                                   | A    | G   | Grand-Rue 12.1 529280 / 168015      |                                                                                              |
| ja   | Datei hochladen · Wikidata zu Schloss La Sarraz (Q665441)                               | Schloss La Sarraz, Nebengebäude, altes Bauernhaus, Türmchen und Brunnen / Château de la Sarraz, communs, ancien rural, tourelle et fontaine KGS-Nr.: 06467 | A    | G   | Rue du Château 2a.2 529241 / 168103 |                                                                                              |
| ja   | Datei hochladen · Wikidata zu Mormont (Q1948256)                                        | Le Mormont / Pévraz / Tilérie, neolithisch-römische Fundstellen / Le Mormont / Pévraz / Tilérie, sites néolithiques et romains KGS-Nr.: 16358              | A    | G   | 530730 / 167501                     | Liegt zum Teil auf dem Gemeindegebiet von Eclépens (KGS-Nr. 11776) und Orny (KGS-Nr. 16560). |
| ja   | Datei hochladen · Wikidata zu Pranger La Sarraz (Q29890905)                             | Pranger / Pilori KGS-Nr.: 06469 | B    | K   | Grand-Rue 14 529239 / 167990        |                                                                                              |
| BW   | Datei hochladen · Wikidata zu Westschweizer Museum im Schloss (Q27482522)               | Westschweizer Museum im Schloss / Musée romand dans le château KGS-Nr.: 08724                                                                              | B    | S   | Rue du Château 2a 529236 / 168109   |                                                                                              |
| ja   | Datei hochladen · Wikidata zu Pferdemuseum im Schloss (Q3330813)                        | Pferdemuseum im Schloss / Musée du cheval dans le château KGS-Nr.: 08725                                                                                   | B    | S   | Grand-Rue 2 529224 / 168103         |                                                                                              |
| BW   | Datei hochladen · Wikidata zu Bibliothek des Schlosses (Q29890902)                      | Bibliothek des Schlosses / Bibliothèque du château KGS-Nr.: 09366                                                                                          | B    | S   | Rue du Château 2a 529255 / 168103   |                                                                                              |
| BW   | Datei hochladen · Wikidata zu Reformiere Kirche (Q29890907)                             | Reformierte Kirche / Temple KGS-Nr.: 14613 | B    | G   | Grand-Rue 11.1 529266 / 168001      |                                                                                              |
| BW   | Datei hochladen · Wikidata zu Haus aus dem 16. Jahrhundert (Q29890904)                  | Haus aus dem 16. Jahrhundert / Maison du 16e siècle KGS-Nr.: 14614                                                                                         | B    | G   | Grand-Rue 15 529264 / 167969        |                                                                                              |